# Chiesa dei Santi Lorenzo e Agata
La chiesa dei Santi Lorenzo e Agata si trova a Guardistallo.

## Storia e descrizione
Fu ricostruita nel 1870 dopo la distruzione della vecchia chiesa nel castello a causa del terremoto del 1846. L'intitolazione ai due santi deriva dalla fusione di due antiche chiese risalenti all'alto Medio Evo. La chiesa di Sant'Agata è attestata nei documenti a partire dal 1056; nel 1224 compare la doppia intitolazione.
Si presenta in pianta come una costruzione a navata unica a croce latina con coro quadrangolare. La cupola è stata affrescata nel 1934 con scene del martirio dei due santi, mentre nel transetto destro è stata eretta una cappella a ricordo dell'eccidio nazista del 1944 con pitture murali realizzate da Giovanni Giuliani nel 1989. Sul campanile sono state collocate le due campane fuse nel 1828 e salvatesi dal terremoto.